# KFOR

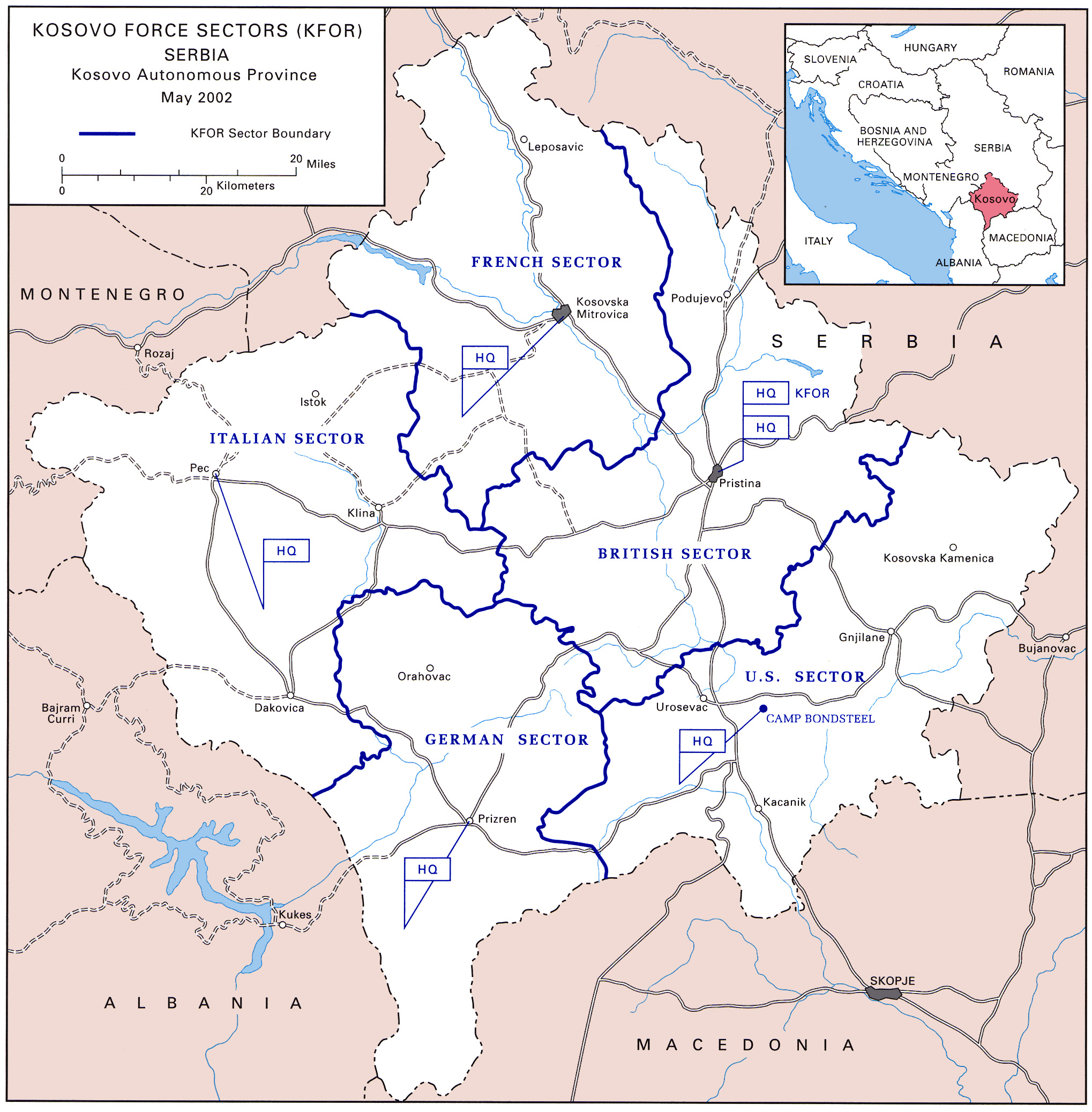
Sectores de la KFOR en el 2002.

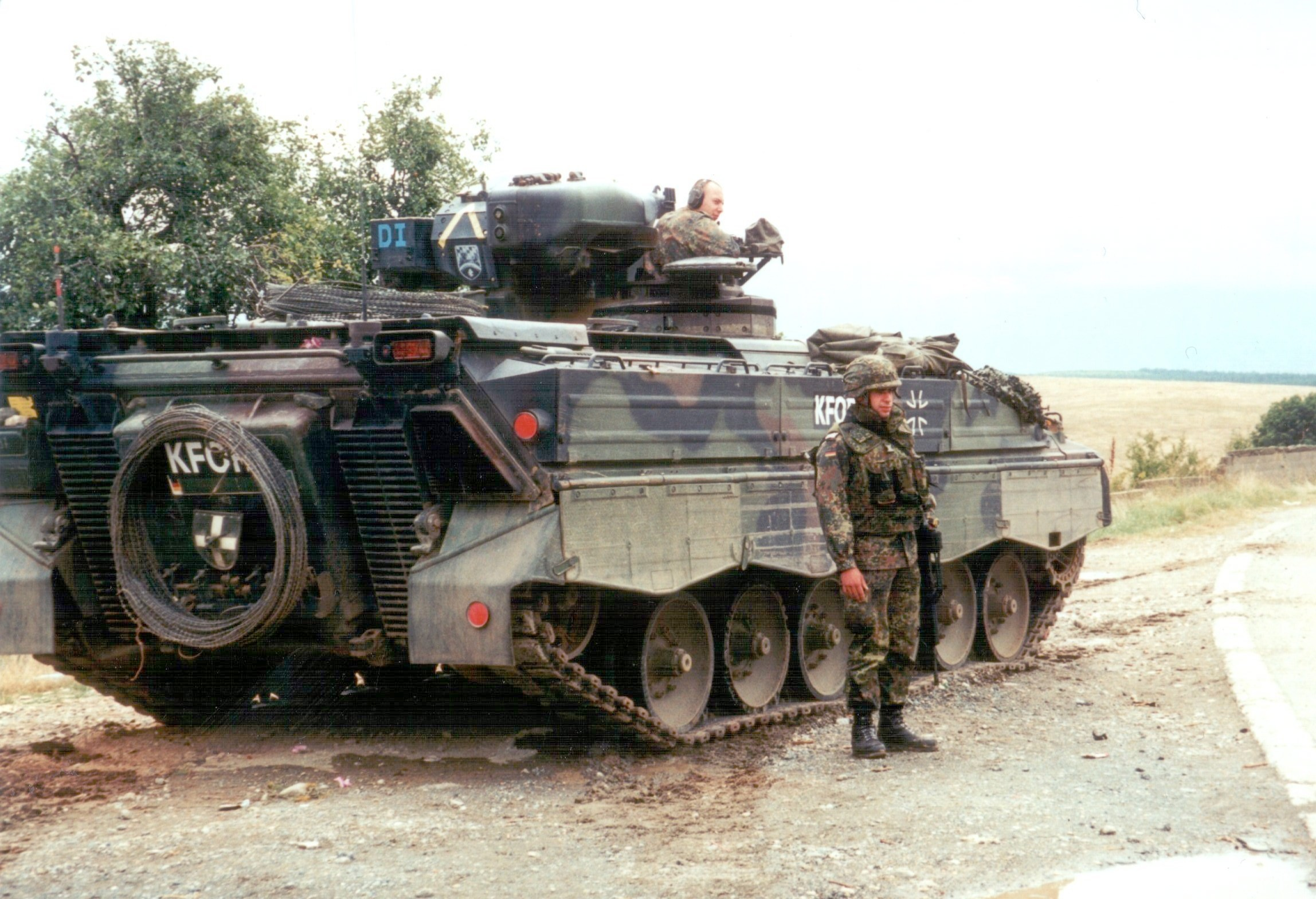
Blindado Marder alemán del contingente KFOR.

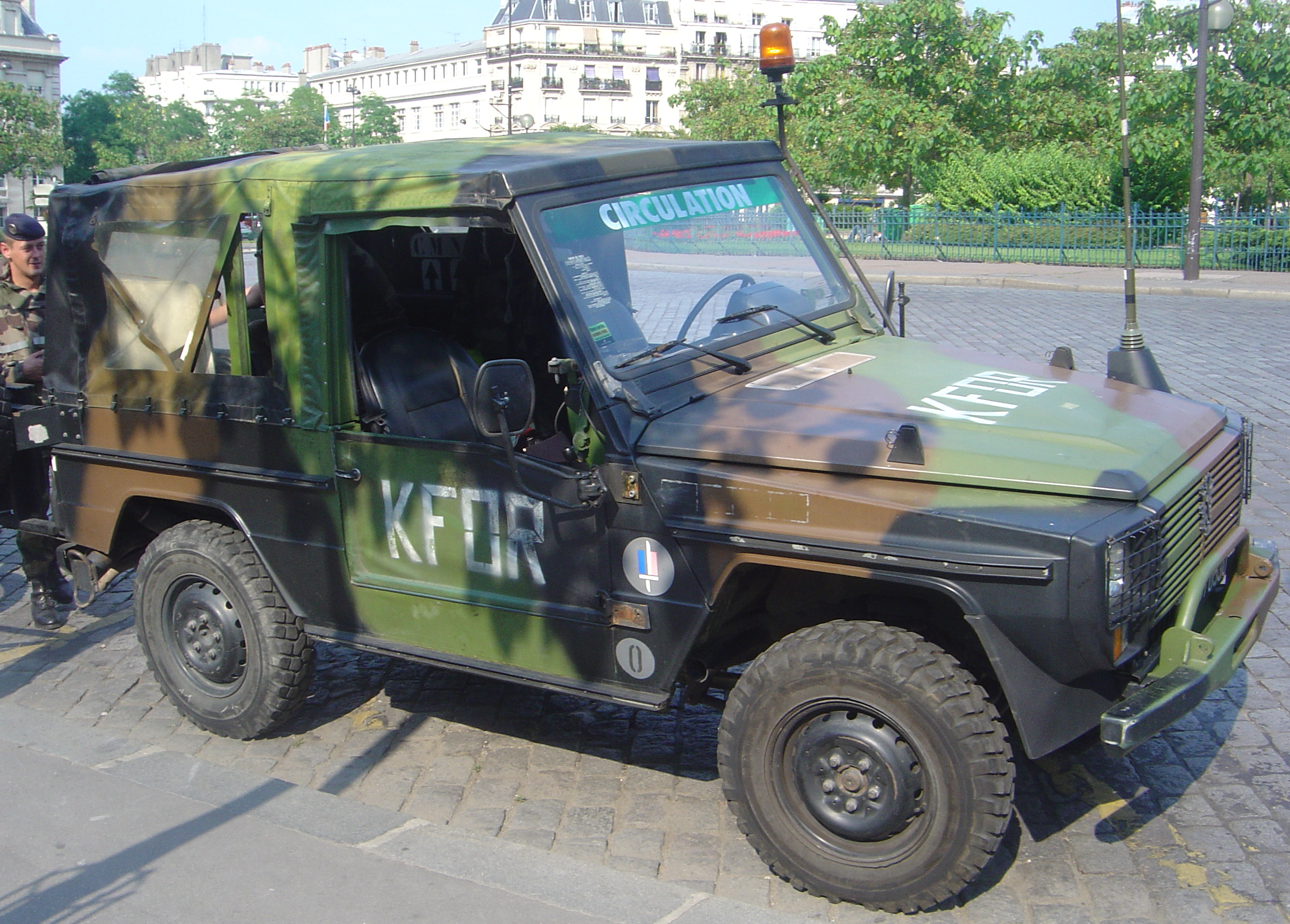
Vehículo francés de la KFOR.

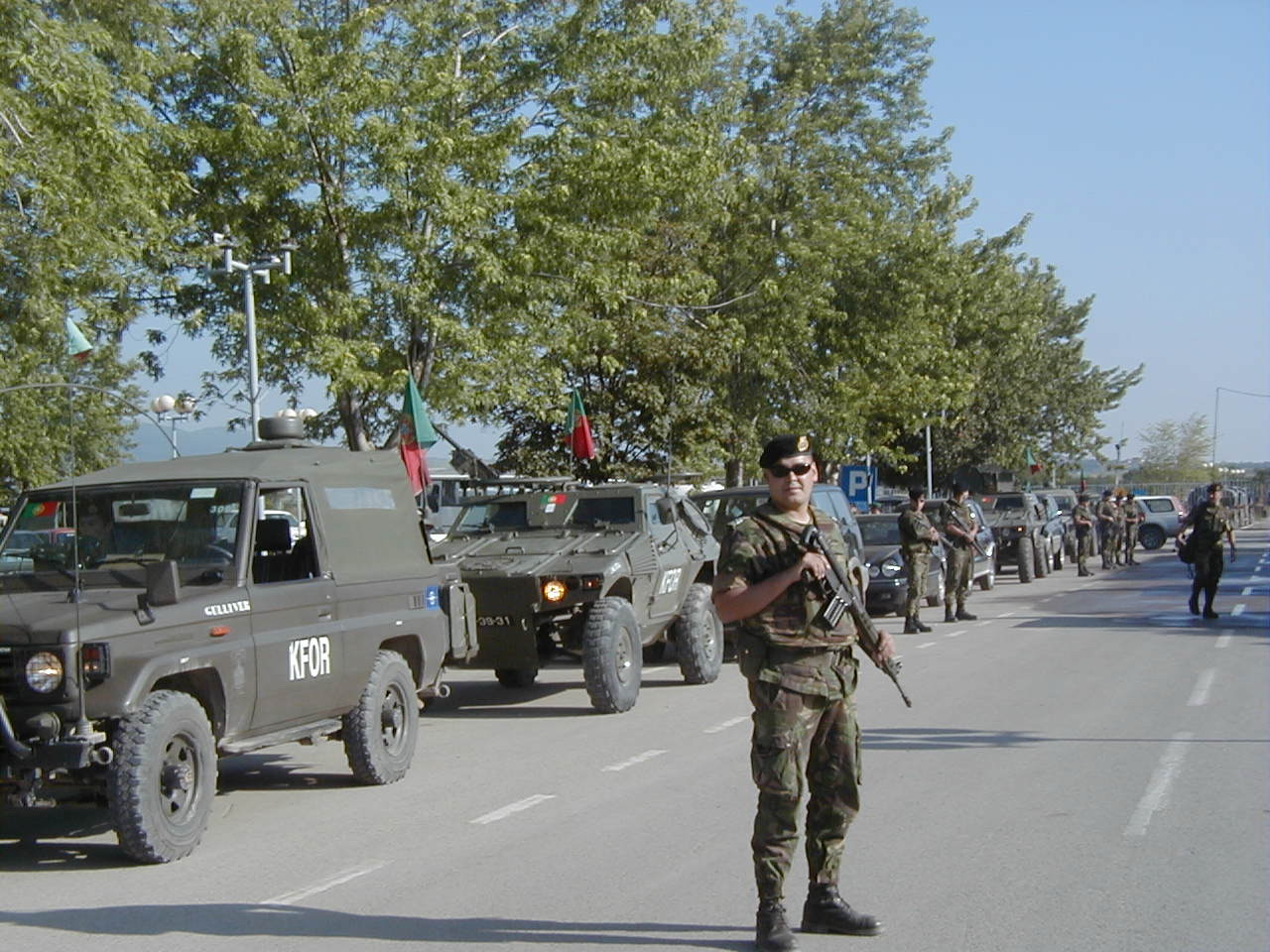
Columna de vehículos portugueses de KFOR.

La KFOR (siglas en inglés de Kosovo Force, "Fuerza de Kosovo") es una fuerza militar multinacional liderada por la OTAN que entró en Kosovo el 12 de junio de 1999, dos días después de que el Consejo de Seguridad de Naciones Unidas aprobara la resolución 1244. Entre los objetivos del operativo se encontraban: mantener el orden y la seguridad en Kosovo, mantener los puntos acordados en el acuerdo de paz y dar asistencia al programa de la misión de la ONU en Kosovo (UNMIK). A finales de 2016, la OTAN mantenía en el escenario a unos 4291 soldados desplegados en Kosovo, siendo reducidos sus efectivos progresivamente hasta 3770 en enero de 2022.

## Estructura
Los contingentes de la KFOR se agruparon originalmente en 4 brigadas multinacionales. Las brigadas eran responsables de un área específica de operaciones, bajo una sola cadena de mando bajo la autoridad del Comandante de la KFOR, con su Cuartel General en Pristina, en Camp Film City. En agosto de 2005, el Consejo del Atlántico Norte (OTAN) decidió reestructurar la KFOR, reemplazando las cuatro brigadas multinacionales existentes por cinco Fuerzas de Tareas Multinacionales o "Task Force", para permitir una mayor flexibilidad, por ejemplo, con la eliminación de restricciones de movimiento entre unidades de distintos sectores de Kosovo. En febrero de 2010, las "Task Force" se convirtieron en Grupos de Batalla Multinacionales (Multinational Battle Group) y en marzo de 2011, KFOR se reestructuró nuevamente, en solo dos grupos de batalla multinacionales; uno con sede en Camp "Bondsteel", Ferizaj; y otro con sede en Camp "Villaggio Italia", Pecj.

### Headquarters HQ KFOR
- Commander (COS): Major General Michele RISI

 Italia
- Deputy Commander (DCOM): Brigadier General Laurent MICHAUD

 Suiza
- Chief of Staff (COS): Brigadier General Larry L.HENRY

 Estados Unidos
- Command Sergeant Major (CSM): Command Sergeant Major Pietro GALEAZZI

 Italia
- Cuartel General: Camp "Film City", Pristina

### Headquarters Support Group (HSG)
- País al mando:  Irlanda
- Cuartel General: Camp "Film City", Pristina

### Joint Logistics Support Group (JLSG)
- País al mando:  Austria
- Cuartel General: Camp "Film City", Pristina

### Multinational Specialized Unit UME/MSU
- Países que la conforman:

-  Italia

- País al mando:  Italia
- Cuartel General: MSU Camp, Pristina

### Joint Regional Detachment - West (JRD-W)
- Países que la conforman:

-  Austria
-  Polonia
-  Suiza
-  Turquía
-  Estados Unidos

- País al mando:  Turquía
- Cuartel General: Camp Prizren, Prizren

### Joint Regional Detachment - South East (JRD-SE)
- Países que la conforman:

-  Finlandia
-  Hungría
-  Italia
-  Eslovenia
-  Turquía

- País al mando:  Italia
- Cuartel General: Camp "Film City", Pristina

### Joint Regional Detachment - North (JRD-N)
- Países que la conforman:

-  Suiza
-  Grecia
-  Eslovenia

- País al mando:  Suiza
- Cuartel General: Camp Marechal De Lattre De Tassigny (CMLT), Novo Selo

### Multinational Battle Group - East (MNBG-E)
- Países que la conforman:

-  Estados Unidos
-  Hungría
-  Polonia
-  Rumania
-  Turquía

- País al mando:  Estados Unidos
- Cuartel General: Camp "Bondsteel", Ferizaj

### Multinational Battle Group - West (MMBG-W)
- Países que la conforman:

-  Italia
-  Austria
-  Moldavia
-  Eslovenia

- País al mando:  Italia
- Cuartel General: Camp "Villaggio Italia”, Pecj

### KFOR Tactical Reserve Battalion (KTRBN)
- Países que la conforman:

-  Hungría

- País al mando:  Hungría
- Cuartel General: Camp Marechal De Lattre De Tassigny (CMLT), Novo Selo

## Países contribuyentes
A fecha de enero de 2022 se encuentran participando 3770 militares de un total de 28 países:
- Albania: 25
- Armenia: 40
- Austria: 240
- Bulgaria: 25
- Canadá: 5
- Croacia: 134
- República Checa: 8
- Dinamarca: 35
- Finlandia: 20
- Alemania: 68
- Grecia: 109
- Hungría: 469
- Irlanda: 13
- Italia: 638
- Letonia: 136
- Lituania: 1
- Moldavia: 41
- Montenegro: 1
- Macedonia del Norte: 64
- Polonia: 247
- Rumania: 50
- Eslovenia: 193
- Suecia: 2
- Suiza: 187
- Turquía: 309
- Reino Unido:  40
- Ucrania: 65
- Estados Unidos: 635

## Comandantes de la KFOR
| Inicio                  | Final                   | Nombre                             | País        |
| ----------------------- | ----------------------- | ---------------------------------- | ----------- |
| 9 de junio de 1999      | 8 de octubre de 1999    | Lt. Gen.Sir Michael Jackson        | Reino Unido |
| 8 de octubre de 1999    | 18 de abril de 2000     | Lt. Gen.Klaus Reinhardt            | Alemania    |
| 18 de abril de 2000     | 16 de octubre de 2000   | Lt. Gen.Juan Ortuño Such           | España      |
| 16 de octubre de 2000   | 6 de abril de 2001      | Lt. Gen.Carlo Cabigiosu            | Italia      |
| 6 de abril de 2001      | 3 de octubre de 2001    | Lt. Gen.Thorstein Skiaker          | Noruega     |
| 3 de octubre de 2001    | 4 de octubre de 2002    | Lt. Gen.Marcel Valentin            | Francia     |
| 4 de octubre de 2002    | 3 de octubre de 2003    | Lt. Gen.Fabio Mini                 | Italia      |
| 3 de octubre de 2003    | 1 de septiembre de 2004 | Lt. Gen.Holger Kammerhoff          | Alemania    |
| 1 de septiembre de 2004 | 1 de septiembre de 2005 | Lt. Gen.Yves de Kermabon           | Francia     |
| 1 de septiembre de 2005 | 1 de septiembre de 2006 | Lt. Gen.Giuseppe Valotto           | Italia      |
| 1 de septiembre de 2006 | 1 de septiembre de 2007 | Lt. Gen.Roland Kather              | Alemania    |
| 1 de septiembre de 2007 | 29 de agosto de 2008    | Lt. Gen.Xavier Bout de Marnhac     | Francia     |
| 29 de agosto de 2008    | 8 de septiembre de 2009 | Lt. Gen.Giuseppe E. Gay            | Italia      |
| 8 de septiembre de 2009 | 1 de septiembre de 2010 | Lt. Gen.Markus Bentler             | Alemania    |
| 1 de septiembre de 2010 | 8 de septiembre de 2011 | Maj. Gen.Erhard Bühler             | Alemania    |
| 9 de septiembre de 2011 | 7 de septiembre de 2012 | Maj. Gen.Erhard Drews              | Alemania    |
| 8 de septiembre de 2012 | 6 de septiembre de 2013 | Maj. Gen.Volker Halbauer           | Alemania    |
| 7 de septiembre de 2013 | 3 de septiembre de 2014 | Maj. Gen. Salvatore Farina         | Italia      |
| 3 de septiembre de 2014 | 7 de agosto de 2015     | Maj. Gen.Francesco Paolo Figliuolo | Italia      |
| 7 de agosto de 2015     | 31 de agosto de 2016    | Maj. Gen.Guglielmo Luigi Miglietta | Italia      |
| 1 de septiembre de 2016 | 15 de noviembre e 2017  | Maj. Gen.Giovanni Fungo            | Italia      |
| 15 de noviembre de 2017 | 28 de noviembre de 2018 | Maj. Gen.Salvatore Cuoci           | Italia      |
| 28 de noviembre de 2018 | Presente                | Maj. Gen.Lorenzo D'Addario         | Italia      |